# Smosh

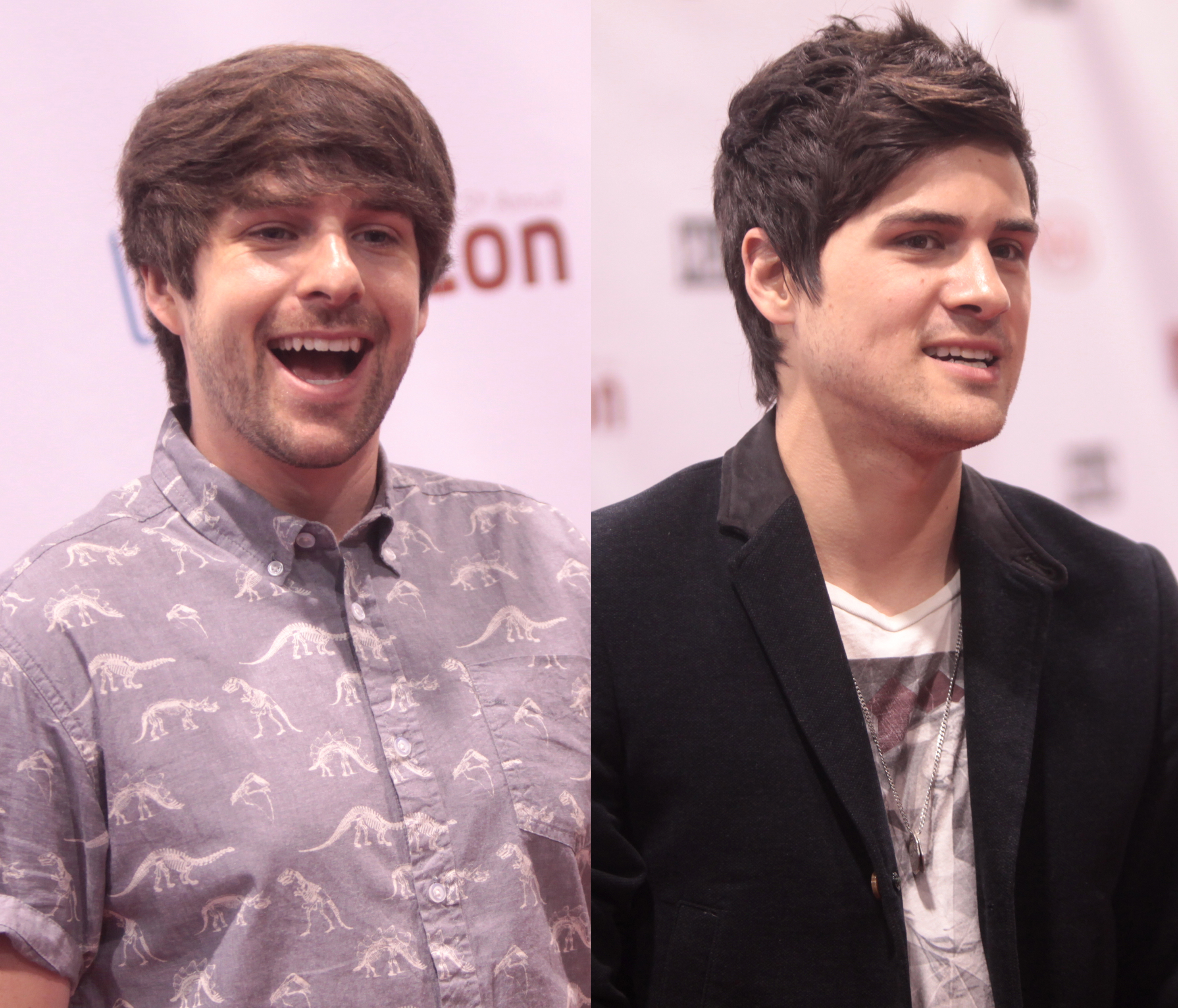
Ian och Anthony på Vidcon 2014.

Smosh är en duo bestående av Ian Hecox och Anthony Padilla från Carmichael i Kalifornien. Ian och Anthony började göra videor i high school. Deras video Smosh Short 2: Stranded vann 2006 Youtube Awards för bästa komedi. Smosh gjorde också en musikvideo med post-hardcore/screamo-duon I Set My Friends On Fire, med titeln Sex Ed Rocks.

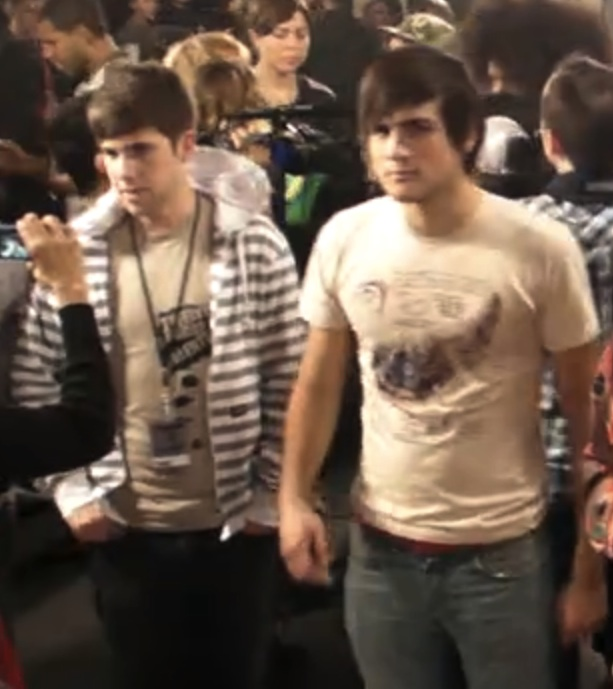
Ian och Anthony på Youtube Live.

Av deras tidiga videor har "Pokémon theme song" visats 24 miljoner gånger, innan den raderades på grund av att Pokémon Company anmälde duon för upphovsrättsbrott. Youtube-användaren Ahmed Yahya lade senare upp en kopia av videon. Smosh lägger upp videor ca en gång i veckan och nästan alla videor får flera miljoner visningar. Några av deras videor är "Pokemon in real life 1–4", "Pokemon theme song revenge" – den sistnämnda en låt om hur deras kända klipp "Pokemon theme song" blev raderat. Bland övriga videor kan nämnas "If ___ were real-videos", "Legend of Zelda rap" och "Food battle". De har även lagt till några få dotterkanaler, exempelvis "SmoshGames" där duon och några andra från den så kallade "Smosh Crew" lägger upp videor som visar då de spelar tv-spel, samt kanalen "ShutUpCartoons" där det laddades upp en ny animerad film varje vecka, senaste videon är från 2017. På Youtube finns även Hecox ursprungliga kanal "IanH (nu kallad Smosh Pit)" där populära serier var "Ian is bored" och "Lunchtime w/ Smosh" som brukade läggas ut varje vecka. Samtliga dessa kanaler är engelskspråkiga. Mellan 6 juli 2011 och 30 april 2020 lades mycket av materialet upp dubbat till spanska på kanalen "ElSmosh". 
Den 13 mars 2015 berättade Ian och Anthony i videon "APPLE WATCH SUCKS" att deras tre nya vänner Noah Grossman, Olivia Sui och Keith Leak Jr gått med i Smosh, även om Smosh alltid kommer att vara komediduon som det alltid varit. 
Den 22 juli 2015 hade deras långfilm Smosh: The Movie premiär i Los Angeles och på Vidcon 2015 och 24 juli släpptes den i USA. Filmen fick blandad kritik. Den 19 november samma år laddade de upp en video på kanalen för att fira 10 år på Youtube. Smosh har nu över 22 miljoner prenumeranter.
Anthony Padilla meddelade att han lämnat Smosh den 14 juni 2017 i en video vid namn "Why I left Smosh" på sin egen kanal.
20 juni 2023 köpte Padilla och Hecox företaget Smosh, från Mythical Entertainment.

## Karaktärer
Smosh har en rad olika karaktärer som ofta återkommer i deras videor, här är några av dem:
Ian
Ian är Ian Hecox själv som spelar en överdriven version av sig själv. Ian är känd för att ha sin "bowl haircut" (vilket betyder att hans frisyr ser ut som en uppochnervänd skål) vilken han är mycket stolt över. Ian är med i allra de flesta videorna på kanalen.
Anthony
Ians bästa vän vilken han lever tillsammans med. Anthony spelas av Anthony Padilla som också gör en överdriven version av sig själv. Anthony brukar vara något vassare och mer elak än Ian och mer inställd på att prova nya saker, medan Ian är mer försiktig. Anthony brukar vara mer inställd på att leta efter flickor än vad Ian är och tycker om att imponera om han ser någon han tycker är söt. Han har även en egen kanal: Anthony Padilla.
Courtney
Courtney är en tjej som ofta är med i duons videor. Courtney är den mest aktiva tjejen på kanalen. Hon har även en egen kanal: Courtney Miller.
Shayne
Shayne är även känd på vine, där han gör korta roliga videor. Han är med i de flesta videorna som visas på kanalen. Han har även en egen kanal: Smosh Shayne.
Keith

Noah

Olivia
Ian's mom
Ians mor som aldrig nämns vid namn utom "Ian's mom". Hon är ofta positivt inställd till pojkarnas innovativa idéer, men tycker ibland att de kan bli riktigt irriterande. Ibland går hon så långt att hon överväger att döda sin egen son.
Stevie
En knubbig man som saknar vänner, men vill ofta umgås med Ian och Anthony. Ian och Anthony är inte särskilt förtjusta i Stevie, så de lägger alltid all skuld på honom om de gjort något hyss.